# Pontal do Peba
O pontal do Peba é um pontal localizado no município de Piaçabuçu, no estado de Alagoas, no Brasil. O pontal deu o nome à praia adjacente, a praia do Pontal do Peba.

## Etimologia
"Peba" deriva do termo tupi antigo tatupeba ("tatu achatado"), que designa o animal também conhecido como tatupeba na língua portuguesa.

## Características
A região é um paraíso ecológico de águas claras, com animais silvestres. É uma área de proteção ambiental que luta contra o desmatamento. O mar é calmo com águas translúcidas, e a areia é grossa. É frequentada principalmente por moradores e pescadores locais.
Cercada por dunas, aqui é onde há o encontro do rio São Francisco com o Oceano Atlântico, que, juntos, formam um lindo espetáculo da natureza.
Nesta área de proteção ambiental, o Projeto TAMAR desenvolve programas de proteção das tartarugas-marinhas.